# Fußball-Europameisterschaft 2016/Wales
Dieser Artikel behandelt die walisische Nationalmannschaft bei der Fußball-Europameisterschaft 2016 in Frankreich. Für Wales war es die erste Teilnahme an einer EM-Endrunde und nach der Teilnahme an der WM-Endrunde 1958 überhaupt erst die zweite Teilnahme an einem großen internationalen Turnier. Wales profitierte dabei auch von der Aufstockung auf 24 Teilnehmer.

## Qualifikation

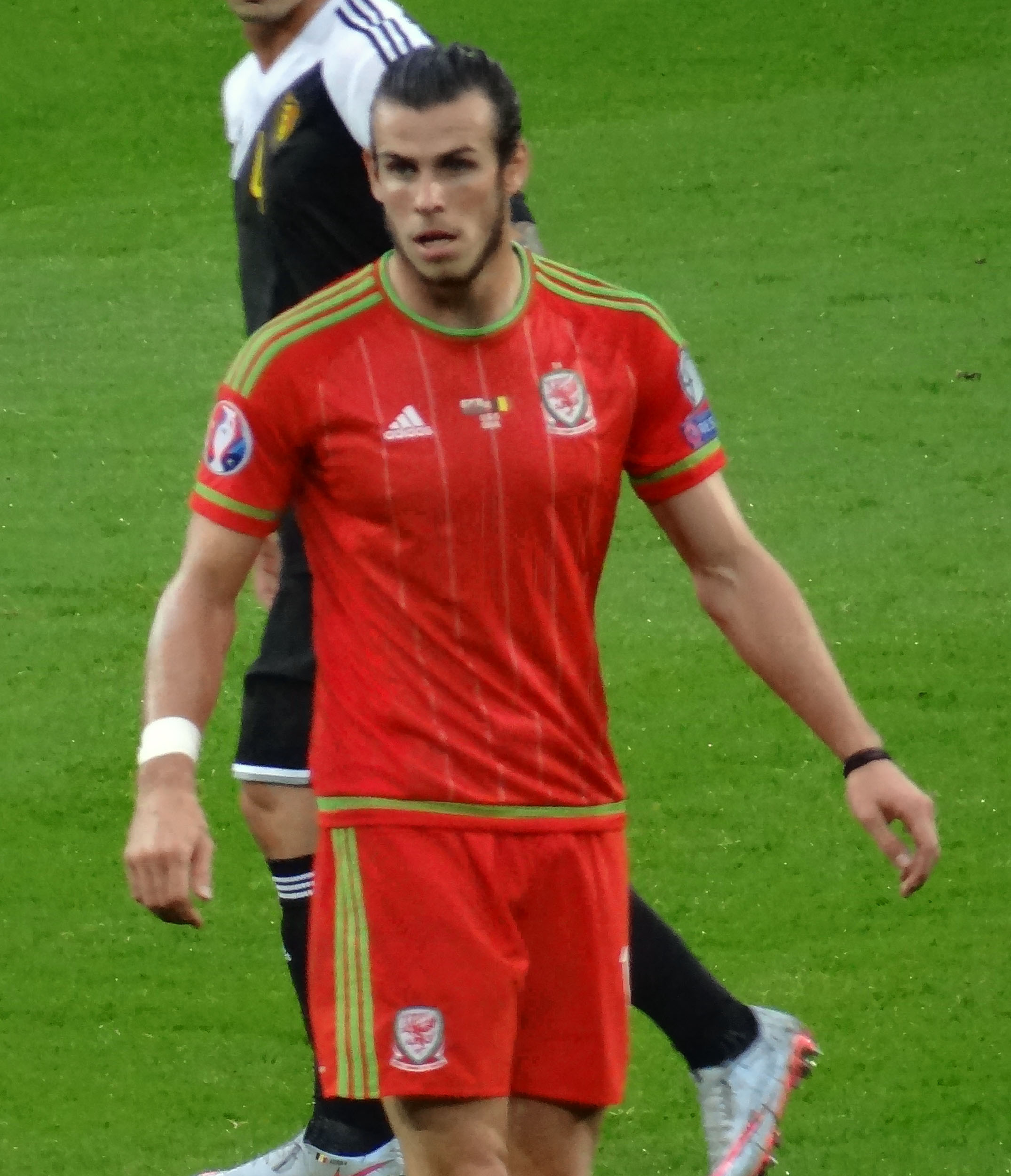
Gareth Bale, bester walisischer Torschütze der Qualifikation beim Spiel gegen Belgien am 12. Juni 2015

Wales absolvierte die Qualifikation zur Europameisterschaft in der Gruppe B. Die Waliser begannen die Qualifikation mit acht Spielen ohne Niederlage und lieferten sich lange Zeit mit den Belgiern einen Zweikampf um Platz 2. Dann verloren sie zwar am vorletzten Spieltag in Bosnien-Herzegowina, waren aber dennoch erstmals qualifiziert. Mit dem Sieg am letzten Spieltag sicherten sie sich dann Platz 2. Dabei hatte die Qualifikation nicht gut begonnen: Bereits nach sechs Minuten lagen sie im ersten Qualifikationsspiel mit Fußballzwerg Andorra mit 0:1 zurück. Dank Gareth Bale konnten sie das Spiel dann aber noch mit 2:1 gewinnen. Mit sieben Toren hatte Bale auch als bester walisischer Torschütze maßgeblichen Anteil am Erfolg der Waliser. Zweimal war er mit dem einzigen Tor des Spiels der spielentscheidende Mann. Insgesamt waren die Ergebnisse der Waliser wenig spektakulär – nur beim Sieg in Israel erzielten sie mehr als zwei Tore. Zusammen mit Rumänien schossen sie die wenigsten Tore aller mit 10 Spielen qualifizierten Mannschaften. In den zehn Spielen setzte Trainer Chris Coleman 25 Spieler ein, von denen Gareth Bale, Chris Gunter, Wayne Hennessey und Ashley Williams in allen zehn Spielen zum Einsatz kamen.
Im Laufe der Qualifikation verbesserten sich die Waliser in der FIFA-Weltrangliste unter den UEFA-Mannschaften von Platz 41 bis auf Platz 8 und waren damit erstmals in den Top 10 platziert.

### Spiele
Alle Resultate aus walisischer Sicht.
| Datum      | Spielort                                                  | Gegner                  | Ergebnis  | Torschützen                                                                   |
| ---------- | --------------------------------------------------------- | ----------------------- | --------- | ----------------------------------------------------------------------------- |
| 09.09.2014 | Estadi Comunal d’Andorra la Vella, Andorra la Vella (AND) | Andorra                 | 2:1 (1:1) | 0:1 Ildefons Lima (6./Elfmeter), 1:1, 2:1 Gareth Bale (22., 81.)              |
| 10.10.2014 | Cardiff City Stadium, Cardiff                             | Bosnien und Herzegowina | 0:0       |                                                                               |
| 13.10.2014 | Cardiff City Stadium, Cardiff                             | Zypern                  | 2:1 (2:1) | 1:0 David Cotterill (13.), 2:0 Hal Robson-Kanu (23.), 2:1 Vincent Laban (36.) |
| 16.11.2014 | König-Baudouin-Stadion, Brüssel (BEL)                     | Belgien                 | 0:0       |                                                                               |
| 28.03.2015 | Sammy-Ofer-Stadion, Haifa (ISR)                           | Israel                  | 3:0 (1:0) | 1:0 Aaron Ramsey (45.+1), 2:0, 3:0 Gareth Bale (50., 77.)                     |
| 12.06.2015 | Cardiff City Stadium, Cardiff                             | Belgien                 | 1:0 (1:0) | 1:0 Gareth Bale (25.)                                                         |
| 03.09.2015 | GSP-Stadion, Nikosia (CYP)                                | Zypern                  | 1:0 (0:0) | 1:0 Gareth Bale (82.)                                                         |
| 06.09.2015 | Cardiff City Stadium, Cardiff                             | Israel                  | 0:0       |                                                                               |
| 10.10.2015 | Bilino Polje, Zenica (BIH)                                | Bosnien und Herzegowina | 0:2 (0:0) | 0:1 Milan Đurić (71.), 0:2 Vedad Ibišević (90.)                               |
| 13.10.2015 | Cardiff City Stadium, Cardiff                             | Andorra                 | 2:0 (0:0) | 1:0 Aaron Ramsey (50.), 2:0 Gareth Bale (86.)                                 |

### Tabelle
| Pl.                     | Land                    | Sp. | S | U | N  | Tore    | Diff. | Punkte |
| ----------------------- | ----------------------- | --- | - | - | -- | ------- | ----- | ------ |
| 1.                      | Belgien                 | 10  | 7 | 2 | 1  | 024:500 | +19   | 23     |
| 2.                      | Wales                   | 10  | 6 | 3 | 1  | 011:400 | +7    | 21     |
| 3.                      | Bosnien und Herzegowina | 10  | 5 | 2 | 3  | 017:120 | +5    | 17     |
| 4.                      | Israel                  | 10  | 4 | 1 | 5  | 016:140 | +2    | 13     |
| 5.                      | Zypern                  | 10  | 4 | 0 | 6  | 016:170 | −1    | 12     |
| 6.                      | Andorra                 | 10  | 0 | 0 | 10 | 004:360 | −32   | 0      |
| Stand: 13. Oktober 2015 |                         |     |   |   |    |         |       |        |

## Vorbereitung
Nach dem Ende der Qualifikation verloren die Waliser am 13. November ein Testspiel in Cardiff gegen die nicht für die EM qualifizierten Niederländer mit 2:3, wobei sie mit Adam Henley und Owain Fôn Williams zwei Neulinge einsetzten. Am 24. März 2016 traf der EM-Neuling in Cardiff auf Nordirland, den zweiten britischen EM-Neuling, und konnte durch einen in der 89. Minute verwandelten Elfmeter noch ein 1:1 erreichen. Dabei kamen mit Lloyd Isgrove und Danny Ward zwei Neulinge zu ihren ersten A-Länderspielen. Vier Tage später verloren die Waliser in Kiew gegen die Ukraine mit 0:1 und setzten dabei mit Tom Bradshaw einen weiteren Neuling ein. Am 5. Juni trafen sie dann zu ihrem letzten Testspiel vor der EM in Solna auf EM-Teilnehmer Schweden und verloren mit 0:3, wobei Gareth Bale erst nach 64 Minuten beim Stand von 0:2 eingewechselt wurde. Danach bezogen sie ihr Basislager in Dinard.

## Kader
Am 9. Mai 2016 wurde ein vorläufiger Kader benannt, mit dem am 23. Mai ein Trainingslager in Portugal beginnt. Nicht benannt wurde Gareth Bale, der am 28. Mai mit Real Madrid im UEFA-Champions-League-Finale noch auf Atlético Madrid treffen wird. Der endgültige Kader wurde am 31. Mai benannt. Am 7. Mai erlitt Joe Ledley im Ligaspiel gegen Stoke City einen Wadenbeinbruch und fällt mit hoher Wahrscheinlichkeit für die EM aus. Kein Spieler spielt in walisischen Ligen und damit gehört Wales neben Island, Nordirland und Irland zu den vier Mannschaften ohne Spieler aus heimischen Ligen. Die Spieler stehen bei 15 Vereinen unter Vertrag, die meisten (je 3) bei West Bromwich Albion und Crystal Palace. Neun Spieler stehen bei Zweitligisten unter Vertrag.
| Nr. | Position   | Name               | Verein                       | Geburts- datum | NM-Sp. | NM-Tore | Debüt | Anzahl der Spiele | Tor | Gelbe Karte | Gelb-Rote Karte | Rote Karte |
| --- | ---------- | ------------------ | ---------------------------- | -------------- | ------ | ------- | ----- | ----------------- | --- | ----------- | --------------- | ---------- |
| 1   | Torhüter   | Wayne Hennessey    | Crystal Palace               | 24. Jan. 1987  | 61     | 0       | 2007  | 5                 |     |             |                 |            |
| 21  | Torhüter   | Danny Ward         | FC Liverpool                 | 22. Juni 1993  | 3      | 0       | 2016  | 1                 |     |             |                 |            |
| 12  | Torhüter   | Owain Fôn Williams | Inverness Caledonian Thistle | 17. März 1987  | 1      | 0       | 2015  |                   |     |             |                 |            |
| 5   | Abwehr     | James Chester      | West Bromwich Albion         | 23. Jan. 1989  | 16     | 0       | 2014  | 6                 |     | 2           |                 |            |
| 19  | Abwehr     | James Collins      | West Bromwich Albion         | 23. Aug. 1983  | 48     | 3       | 2004  | 2                 |     |             |                 |            |
| 4   | Abwehr     | Ben Davies         | Tottenham Hotspur            | 24. Apr. 1993  | 25     | 0       | 2012  | 5                 |     | 2           |                 |            |
| 2   | Abwehr     | Chris Gunter       | FC Reading                   | 21. Juli 1989  | 72     | 0       | 2007  | 6                 |     | 1           |                 |            |
| 15  | Abwehr     | Ashley Richards    | FC Fulham                    | 12. Apr. 1991  | 10     | 0       | 2012  | 1                 |     |             |                 |            |
| 3   | Abwehr     | Neil Taylor        | Swansea City                 | 7. Feb. 1989   | 33     | 1       | 2010  | 6                 | 1   | 1           |                 |            |
| 6   | Abwehr     | Ashley Williams    | Swansea City                 | 23. Aug. 1984  | 64     | 2       | 2008  | 6                 | 1   |             |                 |            |
| 7   | Mittelfeld | Joe Allen          | FC Liverpool                 | 14. März 1990  | 30     | 0       | 2009  | 6                 |     | 1           |                 |            |
| 14  | Mittelfeld | David Edwards      | Wolverhampton Wanderers      | 3. Feb. 1986   | 35     | 3       | 2007  | 3                 |     |             |                 |            |
| 8   | Mittelfeld | Andy King          | Leicester City               | 29. Okt. 1988  | 35     | 2       | 2009  | 3                 |     |             |                 |            |
| 16  | Mittelfeld | Joe Ledley         | Crystal Palace               | 23. Jan. 1987  | 66     | 4       | 2005  | 6                 |     |             |                 |            |
| 10  | Mittelfeld | Aaron Ramsey       | FC Arsenal                   | 26. Dez. 1990  | 44     | 11      | 2008  | 5                 | 1   | 2           |                 |            |
| 22  | Mittelfeld | David Vaughan      | Nottingham Forest            | 18. Feb. 1983  | 42     | 1       | 2003  |                   |     |             |                 |            |
| 13  | Mittelfeld | George Williams    | FC Fulham                    | 7. Sep. 1995   | 7      | 0       | 2014  |                   |     |             |                 |            |
| 20  | Mittelfeld | Jonny Williams     | Crystal Palace               | 9. Okt. 1993   | 15     | 0       | 2013  | 4                 |     |             |                 |            |
| 11  | Angriff    | Gareth Bale        | Real Madrid                  | 16. Juli 1989  | 60     | 22      | 2006  | 6                 | 3   | 1           |                 |            |
| 23  | Angriff    | Simon Church       | Milton Keynes Dons           | 10. Dez. 1988  | 37     | 3       | 2009  | 2                 |     |             |                 |            |
| 17  | Angriff    | David Cotterill    | Birmingham City              | 4. Dez. 1987   | 23     | 2       | 2005  |                   |     |             |                 |            |
| 9   | Angriff    | Hal Robson-Kanu    | FC Reading                   | 21. Mai 1989   | 34     | 4       | 2010  | 6                 | 2   |             |                 |            |
| 18  | Angriff    | Sam Vokes          | FC Burnley                   | 21. Okt. 1989  | 43     | 7       | 2008  | 4                 | 1   | 1           |                 |            |

Trainer: Chris Coleman

### Spieler, die nur im vorläufigen Kader standen
| Position   | Name          | Verein           | Geburts- datum | Länderspiel- einsätze | Länderspiel- tore | Debüt |
| ---------- | ------------- | ---------------- | -------------- | --------------------- | ----------------- | ----- |
| Abwehr     | Paul Dummett  | Newcastle United | 26. Sep. 1991  | 2                     | 0                 | 2014  |
| Abwehr     | Adam Henley   | Blackburn Rovers | 14. Juni 1994  | 2                     | 0                 | 2015  |
| Abwehr     | Adam Matthews | AFC Sunderland   | 13. Jan. 1992  | 13                    | 0                 | 2001  |
| Mittelfeld | Emyr Huws     | Wigan Athletic   | 30. Sep. 1983  | 6                     | 1                 | 2014  |
| Angriff    | Tom Bradshaw  | FC Walsall       | 27. Juli 1992  | 1                     | 0                 | 2016  |
| Angriff    | Wes Burns     | Bristol City     | 23. Nov. 1994  | 0                     | 0                 |       |
| Angriff    | Tom Lawrence  | Leicester City   | 13. Jan. 1994  | 4                     | 0                 | 2015  |

Anmerkungen:
1. 1 2  Stand: 11. Juni 2016 (Quelle)
2. 1 2  Stand: 5. Juni 2016 (Quelle)

## Endrunde
Bei der am 12. Dezember 2015 stattgefundenen Auslosung der sechs Endrundengruppen war Wales in Topf 4 gesetzt. Die Waliser wurden in Gruppe B mit England, Russland und der Slowakei gelost. England ist mit 101 Spielen vor der EM nach Schottland zweithäufigster Gegner der Waliser. Von den Teilnehmern der EM spielten nur Österreich und Ungarn, die ebenfalls in eine Gruppe gelost wurden, häufiger gegeneinander (136-mal vor der EM). Mit 14 Siegen, 21 Remis und 66 Niederlagen ist die Bilanz gegen England negativ. Den letzten Sieg gegen England gab es bei der British Home Championship 1983/84, als diese letztmals ausgetragen wurde. Auch bei der EM verloren die Waliser gegen England, allerdings nach Führung und durch Tore in der Schlussphase. Auch gegen Russland ist die Bilanz negativ. In vier Spielen in den Qualifikationen zur EM 2004 und WM 2010 gab es ein Remis und drei Niederlagen. Bei der EM gelang dann im letzten Gruppenspiel der erste Sieg gegen die Russen, wodurch die Waliser Gruppensieger wurden. Die Grundlage dazu hatten sie im ersten Spiel durch einen Sieg gegen die Slowakei gelegt, gegen die es zuvor nur zwei Spiele, beide in der Qualifikation für die EM 2008 gab, wobei beide beim jeweils anderen gewonnen hatten und dabei fünf Tore schossen. Wales konnte danach nur noch einmal fünf Tore gegen Luxemburg erzielen, die Slowakei danach nur noch fünf oder mehr Tore gegen San Marino. Wales hatte zuvor nur in Toulouse gespielt – 1982 gegen Frankreich – und mit 1:0 gewonnen.
Als Gruppensieger treffen sie nun im Achtelfinale auf Nordirland, den Dritten der Gruppe C. Gegen die Nordiren gab es in bisher 95 Länderspielen 44 Siege, 24 Remis und 27 Niederlagen. Beide trafen zuletzt am 24. März 2016 in Cardiff aufeinander, wo die Waliser in der 89. Minute durch einen verwandelten Strafstoß noch zu einem 1:1 kamen. Die Waliser gewannen die erste K.-o.-Begegnung zwischen zwei Mannschaften des Vereinigten Königreichs bei einem großen Fußballturnier durch ein Eigentor des nordirischen Abwehrchefs Gareth McAuley mit 1:0.
Im Viertelfinale trafen sie auf Belgien. Zuvor gab es in 12 Spielen gegen die Belgier vier Siege, drei Remis und fünf Niederlagen. Zuletzt trafen beide in der Qualifikation für diese EM aufeinander, wobei sie sich einmal torlos und einmal mit einem 1:0 für die Waliser trennten. Zwar gerieten sie in der 13. Minute in Rückstand, konnten aber in der Folge die verletzungs- und sperrenbedingten Umstellungen in der belgischen Abwehr nutzen und mit 3:1 gewinnen, wodurch sie die Bilanz ausglichen.
Im Halbfinale trafen sie am 6. Juli 2016 auf den späteren Europameister Portugal, mussten dabei aber auf Mittelfeldstratege Aaron Ramsey verzichten, der die zweite Gelbe Karte erhalten hatte. Auch der Abwehrspieler Ben Davies war für das Halbfinale gesperrt. Gegen die Portugiesen gab es in zuvor drei Spielen nur einen Sieg – im Mai 1951 – aber zwei Niederlagen – zuletzt im Juni 2000. Nach einer starken, jedoch torlosen ersten Halbzeit, in der sich aber das Fehlen des gesperrten Ramsey bemerkbar machte und der für Davies in die Abwehr gerückte James Collins zweimal Glück bei zweifelhaften Aktionen gegen Cristiano Ronaldo hatte, mussten die Waliser in der zweiten Halbzeit zwei Treffer einstecken und konnten selber kein Tor erzielen. Das portugiesische Tor konnte lediglich Gareth Bale mit Weitschüssen in Gefahr bringen, die der portugiesische Torhüter aber halten konnte. So war die Teilnahme an der Europameisterschaft 2016 mit einem Halbfinalergebnis von 0:2 für Wales zu Ende. Als Sieger wären sie im Finale auf Gastgeber Frankreich getroffen. Nach Abschluss des Turniers wurden zwei Spieler aus der walisischen Mannschaft für die Mannschaft des Turniers nominiert: Joe Allen und Aaron Ramsey. Durch die EM-Spiele verbesserte sich Wales in der FIFA-Weltrangliste durch den höchsten Punktgewinn aller 210 gelisteten Mannschaften um 15 Plätze.

### Gruppenphase
| Pl. | Land     | Sp. | S | U | N | Tore    | Diff. | Punkte |
| --- | -------- | --- | - | - | - | ------- | ----- | ------ |
| 1.  | Wales    | 3   | 2 | 0 | 1 | 006:300 | +3    | 06     |
| 2.  | England  | 3   | 1 | 2 | 0 | 003:200 | +1    | 05     |
| 3.  | Slowakei | 3   | 1 | 1 | 1 | 003:300 | ±0    | 04     |
| 4.  | Russland | 3   | 0 | 1 | 2 | 002:600 | −4    | 01     |

| Sa., 11. Juni 2016 um 18:00 Uhr in Bordeaux |   |          |           |
| Wales                                       | – | Slowakei | 2:1 (1:0) |
| Do., 16. Juni 2016 um 15:00 Uhr in Lens     |   |          |           |
| England                                     | – | Wales    | 2:1 (0:1) |
| Mo., 20. Juni 2016 um 21:00 Uhr in Toulouse |   |          |           |
| Russland                                    | – | Wales    | 0:3 (0:2) |

### Achtelfinale
| Sa., 25. Juni 2016 um 18:00 Uhr in Paris |   |            |           |
| Wales                                    | – | Nordirland | 1:0 (0:0) |

### Viertelfinale
| Fr., 1. Juli 2016 um 21:00 Uhr in Villeneuve-d’Ascq (Lille) |   |         |           |
| Wales                                                       | – | Belgien | 3:1 (1:1) |

### Halbfinale
| Mi., 6. Juli 2016 um 21:00 Uhr in Décines-Charpieu (Lyon) |   |       |           |
| Portugal                                                  | – | Wales | 2:0 (0:0) |